# Municipio de Twin Lakes (condado de Carlton)
El municipio de Twin Lakes (en inglés: Twin Lakes Township) es un municipio ubicado en el condado de Carlton en el estado estadounidense de Minnesota. En el año 2010 tenía una población de 2108 habitantes y una densidad poblacional de 18,17 personas por km².

## Geografía
El municipio de Twin Lakes se encuentra ubicado en las coordenadas 46°37′15″N 92°29′11″O / 46.62083, -92.48639. Según la Oficina del Censo de los Estados Unidos, el municipio tiene una superficie total de 116.02 km², de la cual 111.01 km² corresponden a tierra firme y (4.32%) 5.01 km² es agua.

## Demografía
Según el censo de 2010, había 2108 personas residiendo en el municipio de Twin Lakes. La densidad de población era de 18,17 hab./km². De los 2108 habitantes, el municipio de Twin Lakes estaba compuesto por el 95.59% blancos, el 0.19% eran afroamericanos, el 2.56% eran amerindios, el 0.14% eran asiáticos, el 0.05% eran isleños del Pacífico, el 0.05% eran de otras razas y el 1.42% pertenecían a dos o más razas. Del total de la población el 1.19% eran hispanos o latinos de cualquier raza.